# Jordanes
Jordanes (em latim: Iordanis) foi funcionário e historiador de origem gótica do Império Bizantino, que viveu no século VI. Embora tenha escrito uma obra chamada Romana, sobre a história de Roma, sua obra de maior interesse é De origine actibusque Getarum ("A origem e as façanhas dos Godos"), ou Gética, escrita em latim (provavelmente a terceira língua de Jordanes), em Constantinopla, por volta de 551. Nesta obra aparece uma referência a uma ilha chamada Escandza — identificada como representando a Escandinávia — e aos diversos povos aí existentes — entre os quais os Gautigodos, os Ostrogodas e os Sueãs.

## O ambiente político em Constantinopla

Império Bizantino à época de Jordanes. A parte mais clara representa as conquistas de Justiniano r.

Justiniano havia chegado ao poder como imperador associado em 527, tomando pouco mais tarde o controle total após a morte de seu predecessor. Desde 523, estava casado com Teodora. Naquela época, a península Itálica era uma mescla de antigos romanos, povos itálicos e godos. As relações entre estes povos variavam entre períodos de paz e outros de não tanta harmonia. No aspecto religioso, a Itália ficava em território de influência da Igreja Católica , enquanto Justiniano e Teodora pertenciam à Igreja Ortodoxa Oriental.
Justiniano foi conhecido como "o imperador que nunca dormia"
. Ele e Teodora (que foi uma parceira excelente e de semelhante inteligência à do imperador) dedicaram quase cada momento de seu tempo e recursos a um objetivo: a reunificação e restauração do Império Romano. Seus métodos foram, às vezes, extremos, bem como impiedosos. Alcançaram êxito parcial nesse objetivo, e dessa maneira, ambos ficaram conhecidos como os últimos imperadores propriamente romanos, no sentido de defenderem um único império unindo Ocidente e Oriente, enquanto seus sucessores foram mais identificados com o Império Bizantino.
Como astuto estadista que era, compreendeu a necessidade de vencer a seus inimigos fazendo certas concessões. Continuou a política de reconhecer a sede papal como suprema autoridade eclesiástica. Apesar disso, confiava em controlar esse poder graças a sua influência pessoal. Em 536, sua esposa chegou a um acordo com o representante papal, Vigílio, um nativo romano. No quid pro quo subsequente (expressão que ainda hoje é a base dos acordos legais), o quid era a concessão do papado e 700 libras de ouro. O quo era a cooperação de Vigílio com Justiniano.
Por este acordo, o general dos exércitos de Justiniano, Belisário, estabeleceu sua guarnição na cidade de Roma. O Papa Silvério (um guerreiro godo) foi expulso do papado mediante falsas acusações. Belisário se assegurou que a eleição do novo Papa favoreceria a Vigílio. Justiniano, porém, que havia atuado sob a motivação da razão de estado, não contava que Vigílio, mais pendente de sua própria consciência, terminaria atuando contra a política imperial.

### A crise do papado
A controvérsia da Trindade foi um assunto complexo dentro dos círculos das igrejas cristãs. Pediu-se a Justiniano que tomasse parte (como já havia feito Constantino I ao entrar nos debates sobre temas religiosos), coisa que fez em 543 ou 544, com um édito que condenava a Trindade. Justiniano esperava que o édito facilitasse a reconciliação com os monofisistas. Patriarcas e bispos foram então coagidos a firmar o édito.
Vigílio negou-se a assinar. Ele foi então retirado à força no meio de um serviço religioso que celebrava a festividade de Santa Cecília e foi escoltado até um barco que, no rio Tibre, esperava para transportá-lo a Constantinopla. Depois de uma parada na Sicília, chegou a Constantinopla em 547, passando na capital os oito anos seguintes, embora não só por sua decidida negativa a firmar o edito, mas também porque Justiniano preferia mantê-lo afastado das guerras com os godos e dos violentos conflitos que devoravam a Itália. Em 555, após a derrota dos godos, Vigílio cedeu aos desejos do soberano e pode abandonar a capital, somente para morrer na viagem de regresso a Roma, onde foi enterrado ao chegar.

### Jordanes se envolve no conflito
Como e onde chegou Jordanes a unir-se a Vigílio em Constantinopla continua sendo um mistério. Se ele era bispo de Crotona, como afirmam alguns, não devia estar em Roma no momento da prisão de Vigílio. Depois de ter se unido a ele, poderia não ter sido autorizado a partir, já que este compartilhava a política conciliatória de Vigílio no que dizia respeito ao resto dos hunos e aos godos. A última coisa que Justiniano queria era a reconciliação, já que havia enviado Belisário à Itália para derrotar estes povos.
O livro Romana, sobre a história de Roma, começou como uma forma de aliviar a carga da prisão e para preencher as longas horas da mesma. Esta obra sobreviveu sob vários títulos descritivos:
De summa temporum vel origine actibusque gentis romanorum;
De regnorum et temporum successione;
Liber de origine mundi et actibus romanorum ceterarumque gentium;
De gestis romanorum.
Tratava-se de uma apressada compilação, iniciada antes, porém publicada depois da História dos Godos de 551, cobrindo a história do mundo desde a Criação, baseada em Jerônimo e outros escritores, porém que tem seu maior valor quando trata dos acontecimentos entre 450 e 550, quando Jordanes aborda a história recente de sua época.

## A vida de Jordanes
Jordanes escreveu sobre si mesmo de passagem:

Os sírios, os sadagaros e e alguns dos alanos, com seu líder, de nome Candaco, receberam a Cítia Menor e a Baixa Mésia. Paria, o pai de meu pai, de nome Alanoviiamuth (isto é, meu avô), foi secretário desse Candaco durante toda sua vida. Para o filho de sua irmã, grutungos, também chamado Baza, o mestre dos soldados (magister militum), que era filho de Andagis e filho de Andela, descendente da dinastia dos Amalos, eu também, Jordanes, embora um homem iletrado antes de minha conversão, fui secretário.
Já no texto da edição de 1882 de Mommsen , foi sugerido que o longo nome do pai de Jordanes deveria ser divido em duas partes: Alanovii Amuthis, ambas formas genitivas. O primeiro provavelmente alude ao pertencimento aos alanos, enquanto Amute seria seu verdadeiro nome. A palavra precedente deveria então pertencer a Candaco, significando que ele era um alano. Mommsen, porém, descartou sugestões para emendar um texto corrompido.

Paria era o avô paterno de Jordanes. Jordanes escreveu que ele era secretário de Candaco, duque dos alanos (dux Alanorum), um até então desconhecido líder dos Alanos.
Jordanes era notário (notarius; secretário) de greutungo Baza, um mestre dos soldados, sobrinho de Candaco, do clã ostrogodo dos Amalos.
Isto foi ante conversionem meam ("antes de minha conversão"). A natureza e detalhes da conversão permanecem obscuros. A conversão foi provavelmente não do paganismo ao cristianismo. Os godos haviam sido convertidos com a assistência de Ulfilas (um godo), feito bispo por conta disso. Porém, os godos haviam adotado o arianismo. A conversão de Jordanes pode ter sido uma conversão ao credo Niceno (Trindade), o que pode expresso em antiarianismo em certas passagens na Getica. Nas cartas a Vigílio, ele menciona  menciona que ele despertado vestris interrogationibus, ("pelo seu questionamento").
Alternativamente, a conversio de Jordanes pode significar que ele se tornou um monge, ou um religioso, ou um membro do clero. Alguns manuscritos dizem que ele foi um bispo, alguns dizem mesmo bispo de Ravena, mas o nome Jordanes não aparece na lista dos bispos de Ravena.
O Papa Pelágio I menciona  um Iordanis, defensor Ecclesiae Romanae ("Jordanes, defensor da Igreja Romana"), que poderia referir-se ao historiador bizantino. A ênfase no final "Iglesia Romana", como oposto a alguma outra igreja, parece implicar o conhecido conflito entre o credo niceno e o credo ariano, então ainda em curso. Por volta de 551, ao Papa Vigílio, detido em Constantinopla, uniu-se o bispo Jordanes de Crotona (Calábria, Itália), comumente identificado como "Jordanes" o historiador.

## Gética

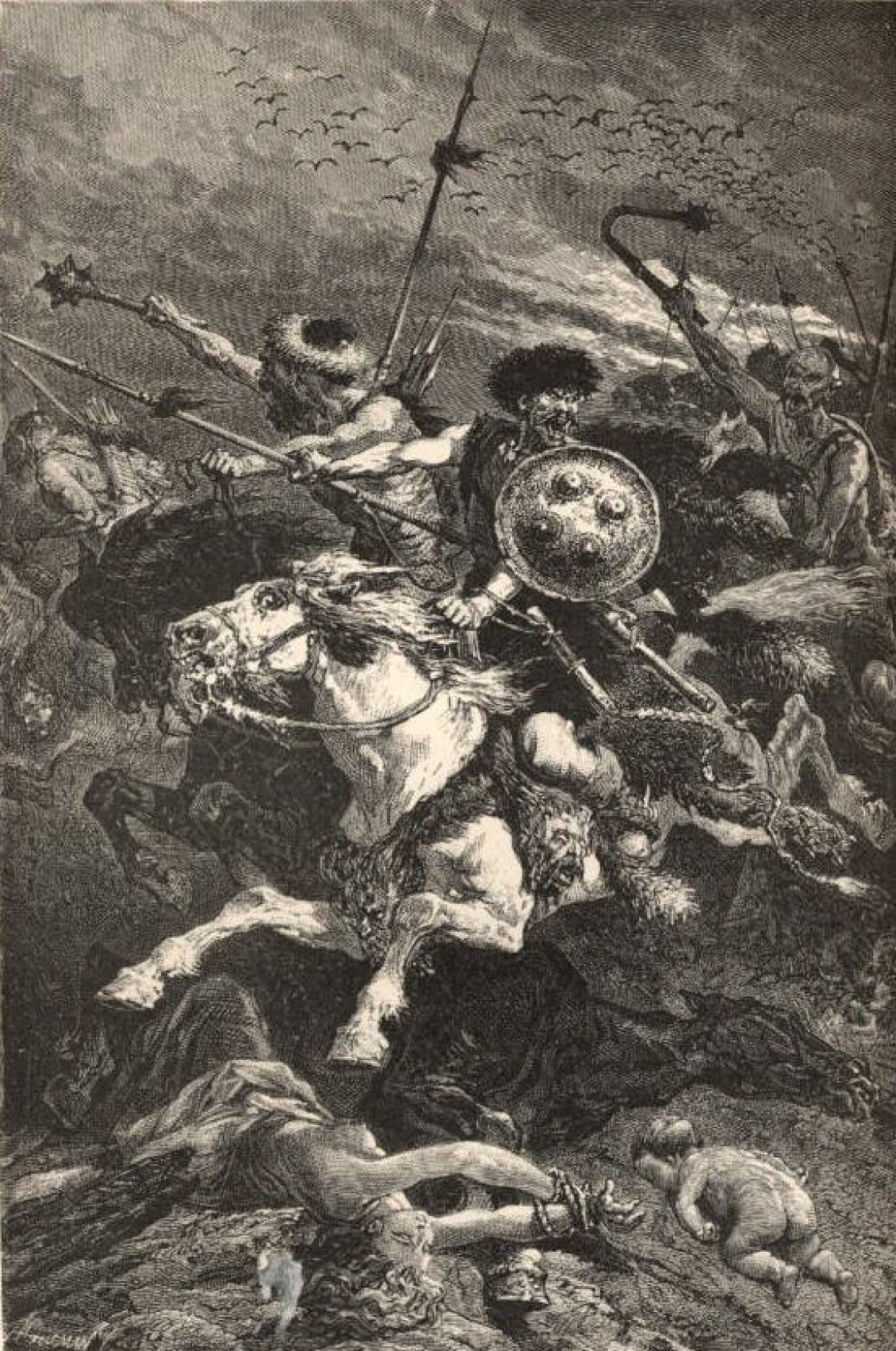
Muito do que sabemos sobre a Batalha dos Campos Cataláunicos vem da Gética, escrita por Jordanes

A Gética, de Jordanes, é a única fonte sobrevivente sobre a origem dos povos godos que ocuparam as margens do Mar Báltico, próximo da atual Polônia, e que se estenderam ao sul até o mar Negro, formando um império diferenciado com uma língua própria e sobre como os godos foram derrotados pelos hunos e gradualmente se dispersaram pela Europa até desaparecer por assimilação  com outros povos.
Essa obra foi escrita por Jordanes a pedido de um amigo, que lhe pediu para escrever para a igreja, como resumo de uma obra de vários volumes (hoje desaparecida) sobre a história dos godos, compilada pelo político e escritor Cassiodoro. Os fatores mais importantes na seleção de Jordanes para esse trabalho foi seu interesse pela história (já estava trabalhando numa história de Roma), sua habilidade para escrever de forma sucinta, e suas próprias relações com os godos. Jordanes havia sido funcionário de alto nível, notário ou secretário, de um pequeno estado cliente de Constantinopla na fronteira da Mésia, ao norte da atual Bulgária.
Outros escritores como Procópio de Cesareia escreveram obras ainda existentes sobre a história posterior dos godos. Como único trabalho sobrevivente sobre a origem dos godos, a Gética de Jordanes foi objeto de uma extensa revisão crítica. Jordanes a escreveu em latim tardio, denegrido pelos clássicos por não respeitar as regras do latim clássico de Cícero. Segundo sua própria introdução, teve somente três dias para revisar o trabalho de Cassiodoro, e portanto, devia confiar em seu próprio conhecimento.
Porém, parte dessa consideração de escritor em latim decadente de Jordanes foi recentemente mudada, ao descobrir-se novos manuscritos — o Panornitanus Arch. Stato. cod. Basile — parecendo que os abundantes erros atribuídos à pena de Jordanes correspondem aos copistas nórdicos posteriores, desconhecedores do latim.